# François Jauffret

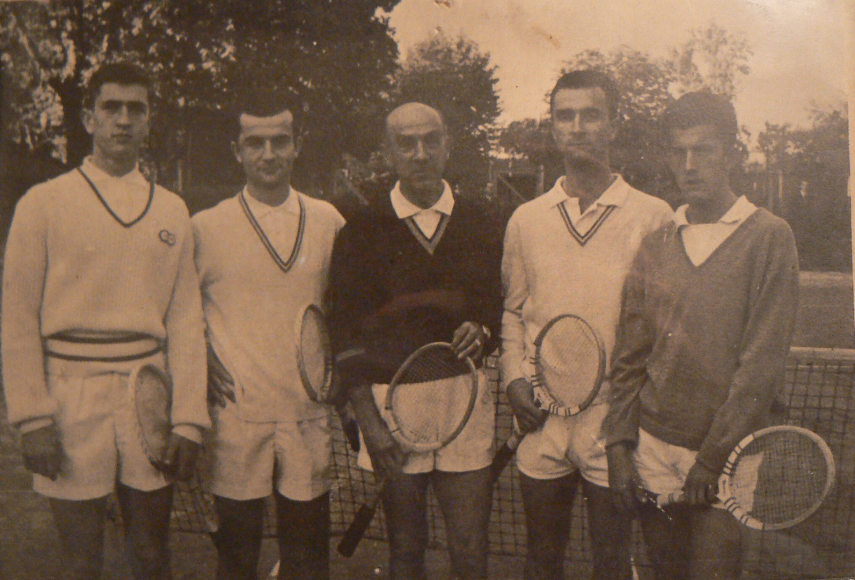
La familia Jauffret en el club de tenis Villa Primrose de Burdeos.

François Jauffret (n, 4 de febrero de 1942) es un jugador francés de tenis. En su carrera conquistó 11 torneos ATP de individuales y 7 torneos ATP de dobles. Su mejor posición en el ranking de individuales fue el n.º 20 en noviembre de 1974. En 1974 llegó a la semifinal de Wimbledon.